# Antonie Bejblová
Antonie Bejblová (17. ledna 1893 Babín – 24. října 1942 Koncentrační tábor Mauthausen) byla manželka československého legionáře a policisty Jana Bejbla, spolupracovnice s výsadky Anthropoid, Out Distance a Steel, popravená nacisty.

## Život a spolupráce s výsadky
Antonie Bejblová se narodila 17. ledna v Babíně do rodiny domkáře Jana Chalupy a Anny Chalupové, rozené Šimků. Byla římskokatolického vyznání. 10. února 1923 se vdala za Jana Bejbla, spolu s nímž 25. listopadu 1930 z církve vystoupila. Jan Bejbl sloužil jako policejní inspektor v Bratislavě. Po rozpadu Československa v březnu 1939 se manželé přestěhovali z Bratislavy do Plzně.
Bejblových známý z Bratislavy, Václav Král, k nim přivedl na silvestra roku 1941 příslušníky Operace Anthropoid Jozefa Gabčíka a Jana Kubiše, kteří byli dne 29. prosince 1941 vysazeni u obce Nehvizdy. Jan Bejbl jim poskytl pražskou adresu dalšího známého z Bratislavy Václava Růty. Po odchodu parašutistů do Prahy se prozatím uzavírá odbojová činnost Bejblových, v dubnu roku 1942 se však obnovuje. Tou dobou se v Plzni na devět dní soustředila skupina československých parašutistů, kromě Kubiše s Gabčíkem se jednalo o Adolfa Opálku, Josefa Valčíka a Karla Čurdu, jejichž úkolem byla příprava operace Canonbury. Parašutisté byli ubytováni na různých místech včetně bytu Bejblových.
Po atentátu na Heydricha Bejblovi poskytli podporu i Oldřichu Dvořákovi z výsadku Steel, Jan Bejbl ho spolu s Václavem Králem ukrýval v cele plzeňské policie.

## Zatčení a smrt
Dne 16. června se na pražském gestapu přihlásil Karel Čurda. Zatýkání se týkalo i manželů Bejblových. Po zatčení byli vyslýcháni v Praze, poté vězněni v terezínské Malé pevnosti, dne 5. října 1942 stanným soudem odsouzeni k trestu smrti a nakonec 24. října téhož roku zastřeleni při fingované zdravotní prohlídce v koncentračním táboře Mauthausen společně s desítkami dalších českých odbojářů a jejich rodinných příslušníků.

## Připomínka
- Jméno Antonie Bejblové a jejího manžela je uvedeno na pomníku spolupracovníků parašutistů a jejich rodinných příslušníků, kteří byli popraveni v německém koncentračním táboře Mauthausenu. V lednu 2011 byl slavnostně odhalen na terase kostela sv. Cyrila a Metoděje v Resslově ulici v Praze.[2]
- V ulici Čechova 2260/34 v Plzni byla 25. dubna 2017 manželům Bejblovým odhalena pamětní deska s nápisem: "V tomto domě žili obětaví členové odboje manželé Antonie a Jan BEJBLOVI. Poskytli pomoc výsadkům ANTHROPOID, OUT DISTANCE a STEEL. Popraveni nacisty 24. 10. 1942 v Mauthausenu."[3]

## Galerie

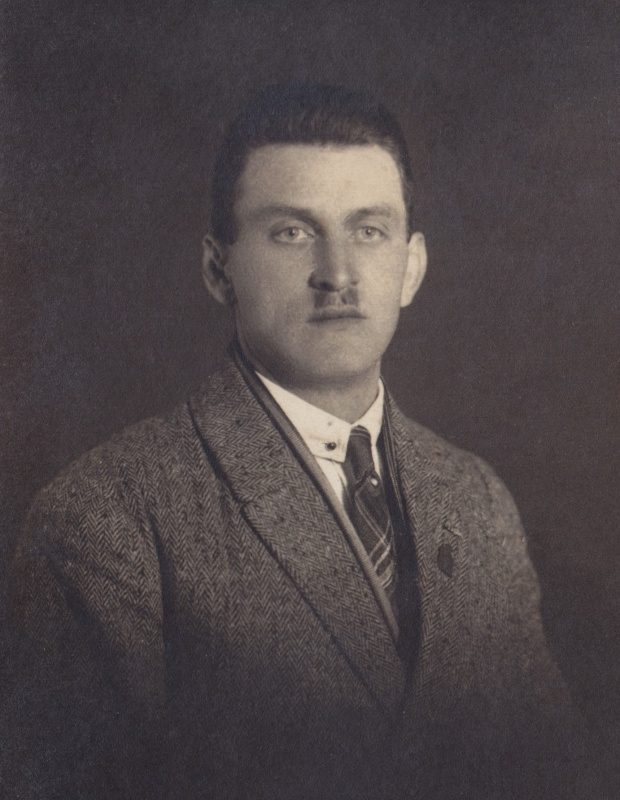
manžel Jan Bejbl
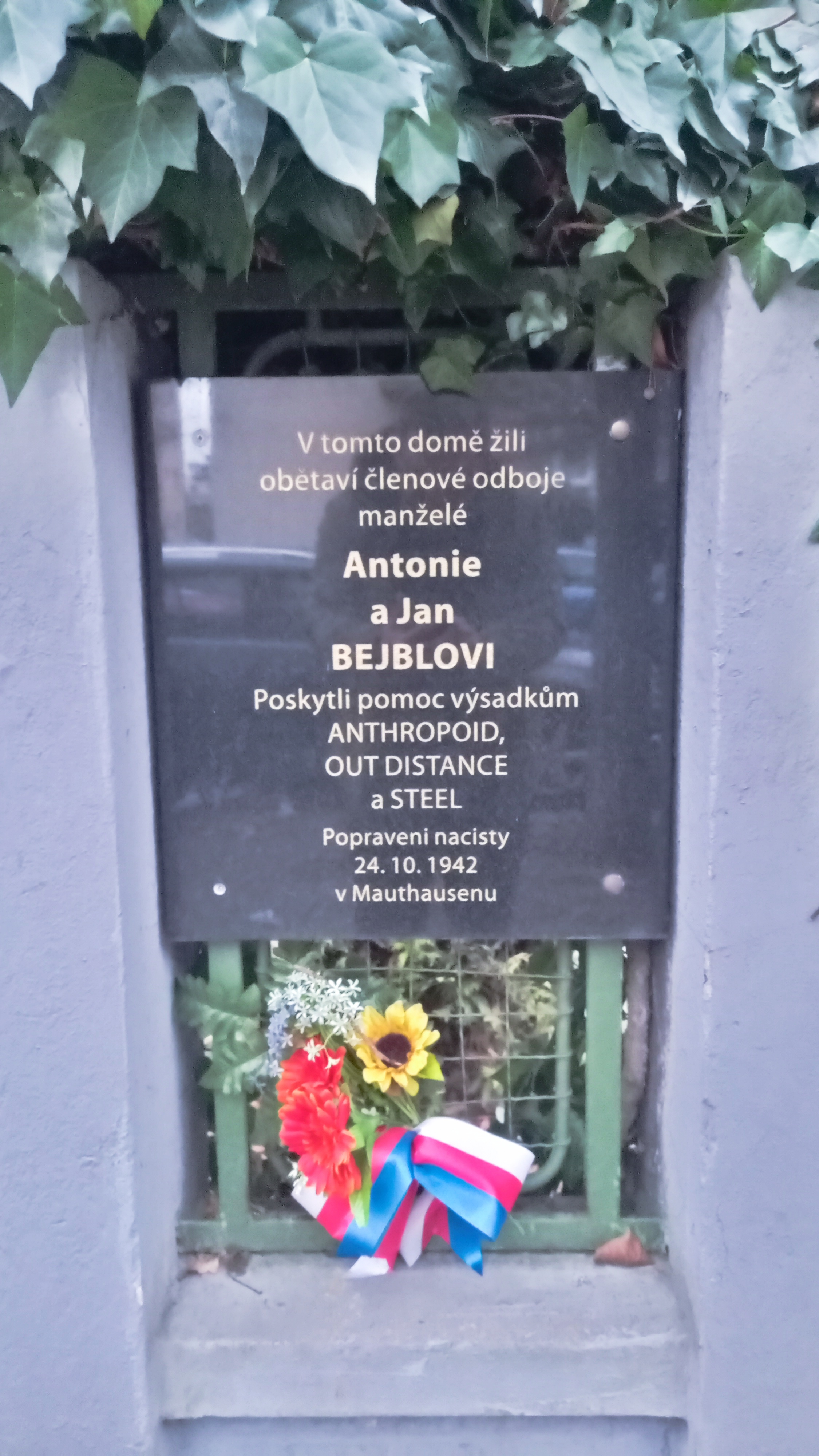
Pamětní deska manželů Bejblových v Čechově ulici v Plzni
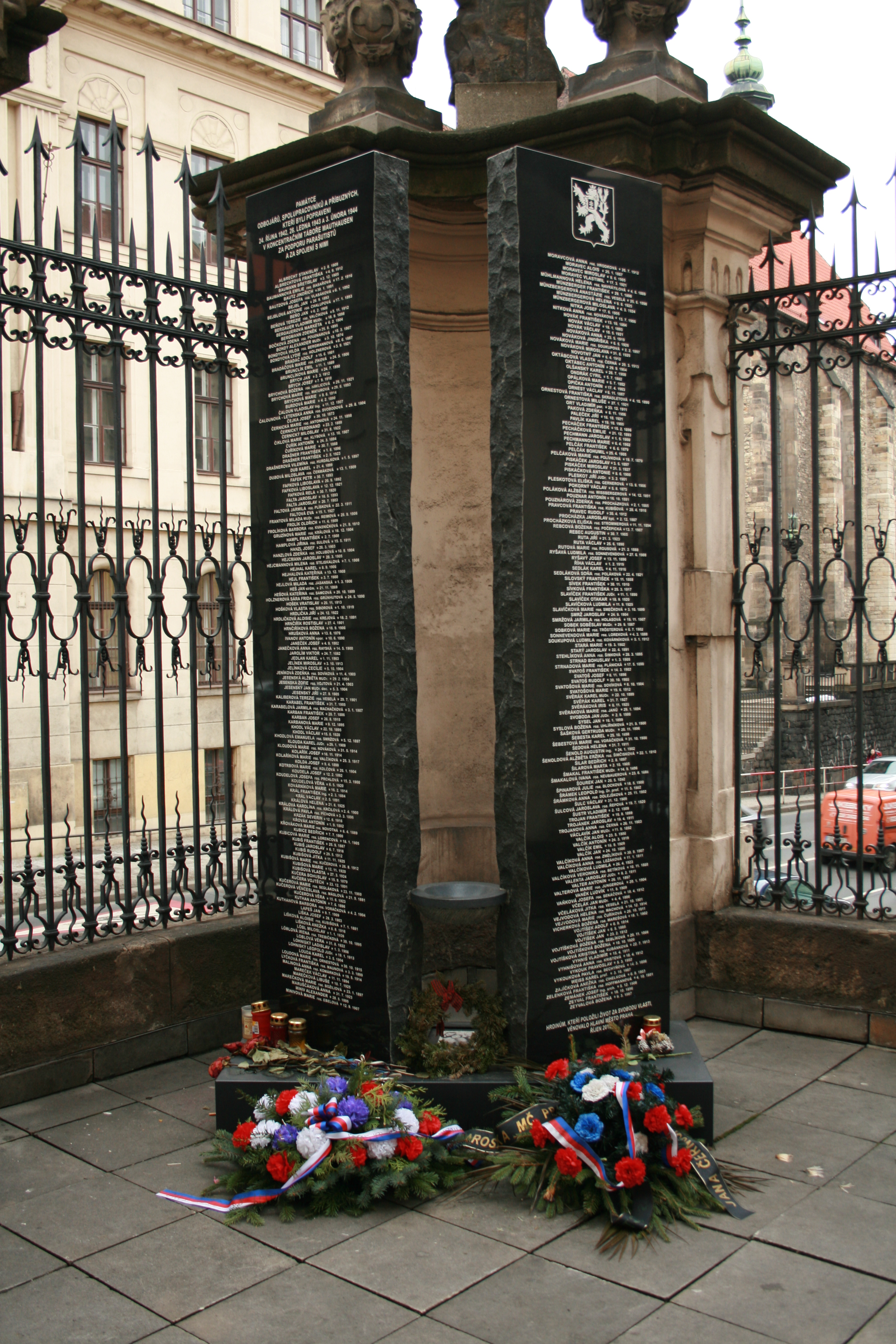
Pomník spolupracovníků parašutistů a jejich rodinných příslušníků na terase kostela sv. Cyrila a Metoděje v Resslově ulici v Praze